# 環やね
環 やね（たまき やね、1998年〈平成10年〉7月30日 - ）は、日本のモデル、アイドルであり、女性アイドルグループ・きゅるりんってしてみてのメンバー。メンバーカラーは紫。キャッチコピーは「あなたの女神になりたい」。ニックネームはやねちゃん。熊本県出身。

## 略歴
- 熊本県在住時からポートレートモデル（被写体）としての活動を開始した。当初は人見知りを克服するため、美容院のカットモデルなどを経験したが、次第に活動の幅を広げ、2017年8月に上京した[3]。
- 2017年に開催された講談社主催のオーディション「ミスiD」へ出場。ファイナリストに選出、「ミスiD2018」を受賞した。審査員からはその美貌が高く評価され、実行委員長の小林司は同オーディション参加者のつぶら（実行委員長特別賞）と並べて「今年のミスiD期間でいちばんバズったのが『熊本勢』」とコメントした。この時期は主に「やね」名義で活動していた[1]。
- 2021年1月3日に、新結成されたアイドルグループ「きゅるりんってしてみて」のメンバーとして活動を開始することを発表[2]。「きゅるりんってしてみて」メンバーとしては「環やね」名義で活動し、個人での活動では引き続き「やね」名義を使用していた。
- 本人はアイドル活動を「ずっとやりたかった」と述べ、活動開始に際して「たのしみです」と期待感を表明している[4]。その後きゅるりんってしてみてがディアステージに移籍した際、芸名を正式に「環やね」に変更した。

### 所属事務所の変遷
- 個人としてはミスiD受賞後、本格的に芸能活動を開始してからディアステージ所属までは一貫してフリーで活動していた。
- 「きゅるりんってしてみて」は、活動開始当初（2021年1月）から2023年3月まで、Nプロダクションに所属していた 。創設者であり初代プロデューサーは野口Pであった 。この期間のリリースは、T-Palette Recordsを通じて流通していた。
- 2023年3月11日、グループ（当時活動休止中だった兎遊たおを除く4名：島村嬉唄、環やね、チバゆな、逃げ水あむ）がNプロダクションからディアステージへ移籍することが発表[5]。同時に、新たな公式サイトが開設された 。

## 人物
- 公表されているプロフィールによれば、趣味はバイク（乗ること、見ること双方）、ドラム（時折演奏する程度）で、特技としてヘッドバンギングを挙げている[1]。

## 出演
- ショートアニメ「トキノ交差」（2018年4月）[6]
- AliA「かくれんぼ」ミュージックビデオ（2019年）[7]

その他、Buyer Cliant（ヤバイTシャツ屋さん）「dubscription」（2021年）など、数多くのミュージックビデオに出演している。